# Gadchiroli (distrikt)

Distriktets läge i Maharashtra.

Gadchiroli är ett distrikt i centrala Indien, och är beläget i delstaten Maharashtras östra delar. Befolkningen uppgick till 970 294 invånare vid folkräkningen 2001, på en yta av 14 412 kvadratkilometer. Den administrativa huvudorten är Gadchiroli, och den enda staden för övrigt i distriktet är Desaiganj. 

## Administrativ indelning
Distriktet är indelat i tolv tehsil (en kommunliknande enhet):
- Aheri
- Armori
- Bhamragad
- Chamorshi
- Desaiganj
- Dhanora
- Etapalli
- Gadchiroli
- Korchi
- Kurkheda
- Mulchera
- Sironcha